# Sinokalligramma jurassicum
Sinokalligramma jurassicum là một loài côn trùng trong họ Kalligrammatidae thuộc bộ Neuroptera. Loài này được Zhang miêu tả năm 2003.